# ششی
شِشی ماع‌ایب‌رع فرعونی در دودمان پانزدهم مصر باستان است که در دوره پر تنش دوم میانی فرمانروایی می‌کرد. معنای نام تاجی او ماع‌ایب‌رع، «بینش، قلب رع است» می‌باشد.

## جایگاه
با آنکه او اغلب به عنوان بنیان‌گذار دودمان پانزدهم شناخته می‌شود، این نظریه می‌تواند نادرست باشد چرا که دو شاه هیکسوس آغازین این دودمان سکیرهار و خیان از لقب هکا-خواست (هِ خَ سِ) برای نامیدن خود بهره می‌گرفتند. خیان تنها پس از نیمهٔ فرمانرواییش نام نخست برای خود گزید؛ کاری که توسط جانشینش آپوفیس نیز دنبال شد. این در حالی است که در مهرهای ششی نام او همواره به همراه نام نخست به کار می‌رفته. مصرشناس دانمارکی کیم ریهولت بر این باور است که ششی می‌بایست شاهی از فرمانروایان آسیایی دودمان چهاردهم بوده باشد.
بخشی از پاپیروس تورین که به شاهان این دوره می‌پردازد به سختی آسیب دیده و جایگاه دقیق ششی و طول فرمانروایی او نامشخص است.